# Zettelbach (Breitbach)
Der Zettelbach ist ein etwa 2,5 km langer Bach im Steigerwaldvorland im unterfränkischen Landkreis Kitzingen, der nach einem etwa 2,5 km langen, im Wesentlichen westsüdwestlichen Lauf an der Nierenmühle, Stadt Iphofen, von rechts in den Breitbach mündet. Der Bach ist die Grenze zwischen den Gemarkungen der Iphöfer Stadtteile Dornheim und Hellmitzheim und ein ganzjähriges Fließgewässer 3. Ordnung.

## Geographie

### Verlauf
Der Zettelbach entspringt auf etwa 310 m ü. NHN einer Quelle im Dornheimer Grund genannten Talabschnitt, nur 300 m westlich des linken Nebenstrang-Oberlaufs des Kirchbachs. Immer westsüdwestlich in einem flachen Taleinschnitt verlaufend, nimmt der Bach nach ca. 350 m links die Schüttung einer Quelle auf, bevor er die Staatsstraße St 2418 Würzburg – Bundesstraße 8 unterquert. Weiter, ohne Richtungswechsel, im nun immer tiefer eingeschnittenen, bewaldeten Tal nimmt er ca. 650 m vor der Mündung einen 100 m langen Zufluss von rechts auf, tangiert gleich anschließend in rechtwinkligem Rechtsschwenk die Hohlbrunnermühle und nimmt sofort die alte Richtung wieder auf. In leichtem Bogen nach Süden teilt sich der Zettelbach in zwei Äste, die einen kleinen Tümpel in ihre Mitte nehmen. Nach nur 100 m, gegenüber einem Weiher und südöstlich der Nierenmühle, mündet er von rechts in den Breitbach.
Der Zettelbach hat auf einer Länge von 2,5 km ein absolutes Gefälle von etwa 33 Höhenmetern und damit ein mittleres Sohlgefälle von etwa 13 ‰.

### Einzugsgebiet
Es umfasst etwa 2 km² und liegt südlich in der Hellmitzheimer Bucht vor dem westlichen Steigerwald im Unterraum Steigerwaldvorland des Naturraums Mainfränkische Platten.
Das Einzugsgebiet des Zettelbachs wird ringsum von zwei anderen Bächen entwässert, die ebenfalls zum Breitbach fließen. Jenseits der östlichen Wasserscheide liegt das Quellgebiet des Hellmitzheimer Kirchbachs im Bereich des Spitzsees, welcher nach seiner Linkskurve weiterhin mit seinem Einzugsgebiet an die nördliche Wasserscheide grenzt. Hinter der südlichen verläuft ein kleiner Bach etwa von Dornheim in fast paralleler Richtung zum Zettelbach zu seiner Mündung an der Herrgottsmühle.
Anders als das seiner beiden Konkurrenten grenzt das Zettelbach-Einzugsgebiet also nicht an das der Bibart. Sein höchster Punkt liegt an der östlichen Wasserscheide zum Spitzsee hin auf rund 335 m ü. NHN. Der linke Mündungssporn  Buck zwischen dem nahen Bach aus Dornheim und dem Zettelbach wenig östlich der Mündung liegt immer noch auf 317 m ü. NHN, das Einzugsgebiet ist auf der Ebene über der Talmulde also recht flach.
Geologisch liegt das Einzugsgebiet des Oberlaufs am Nordrand teilweise und vor allem am Ostrand ganz im Gipskeuper, sein überwiegender Teil mitsamt der Talmulde jedoch im Unterkeuper.

### Zuflüsse
Liste der Zuflüsse vom Ursprung zur Mündung. Länge, Einzugsgebiet und Seefläche nach dem BayernAtlas.
Auswahl.
- (Quelle), von links
- (Zufluss), von rechts, ca. 100 m

### Flusssystem Breitbach
- Liste der Fließgewässer im Flusssystem Breitbach